# Різанина в Дак Сон
В'єтконгівська різанина в Дак Сон (в'єт. Thảm sát Đắk Sơn) — подія, яка відбулася у В'єтнамі вночі 6 грудня 1967 року, коли два батальйони В'єтконгу знищили багато мирних селян із вогнеметів та гранат.
Різанина сталась у маленькому селі Дак Сон, яке знаходилось менше ніж за милю від провінції Біньфиок. У поселені мешкали представники етнічної меншості монтагнардів, що не підтримували комуністів та активно допомагали армії США. Атака почалась із джунглів, коли 300 озброєних партизанів почали випалювати село та його мешканців. На захисті селища знаходились 54 добровольці. Згідно з показаннями тих, хто лишився в живих, в'єтконговці підпалили більше ніж 150 житлових будинків. 252 селянина було вбито, близько сотні жителів села партизани насильно відвели з собою, та близько 500 людей вважаються зниклими безвісти. Багато селян було вбито в будинках, інші, які знаходились на вулиці, померли від напалму та вибухів гранат. Тіла померлих були сильно знівечені та деформовані.
Трагедія в Дак Сон була однією з багатьох випадків застосування насилля до мирних громадян в ході В'єтнамської війни.

## Галерея

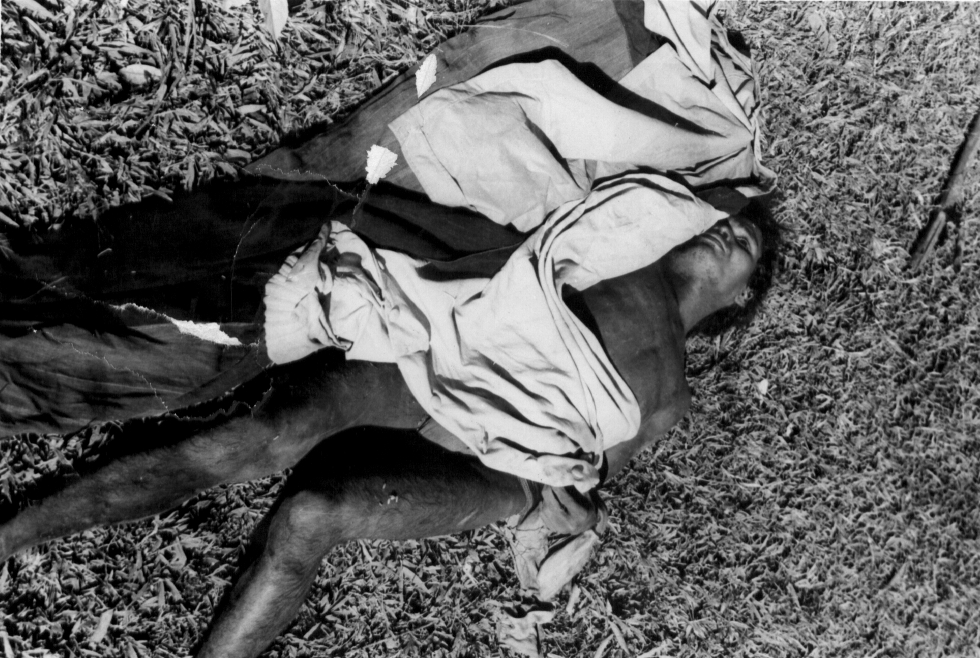
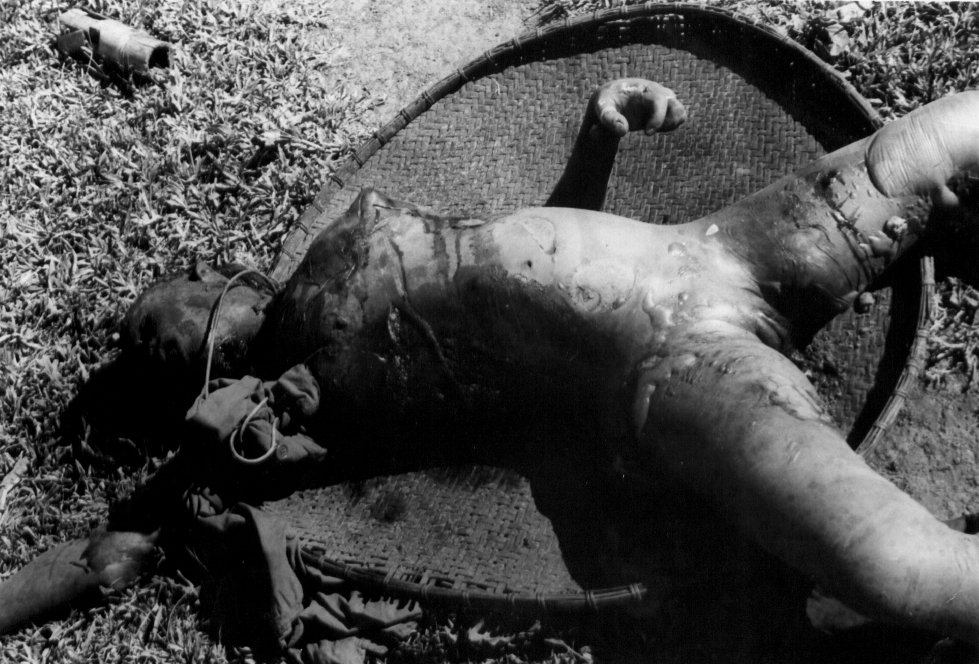
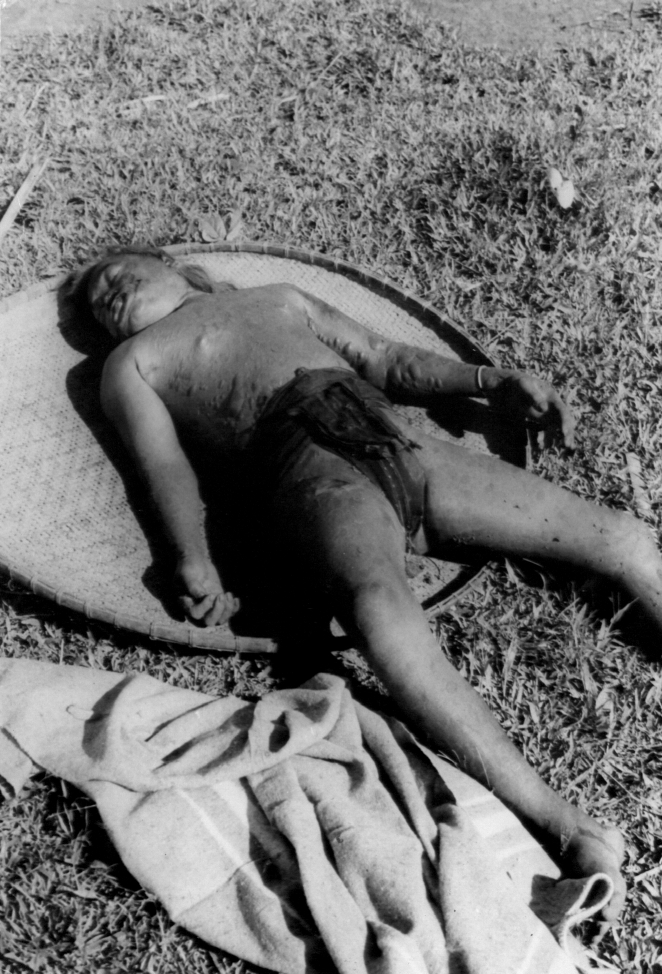
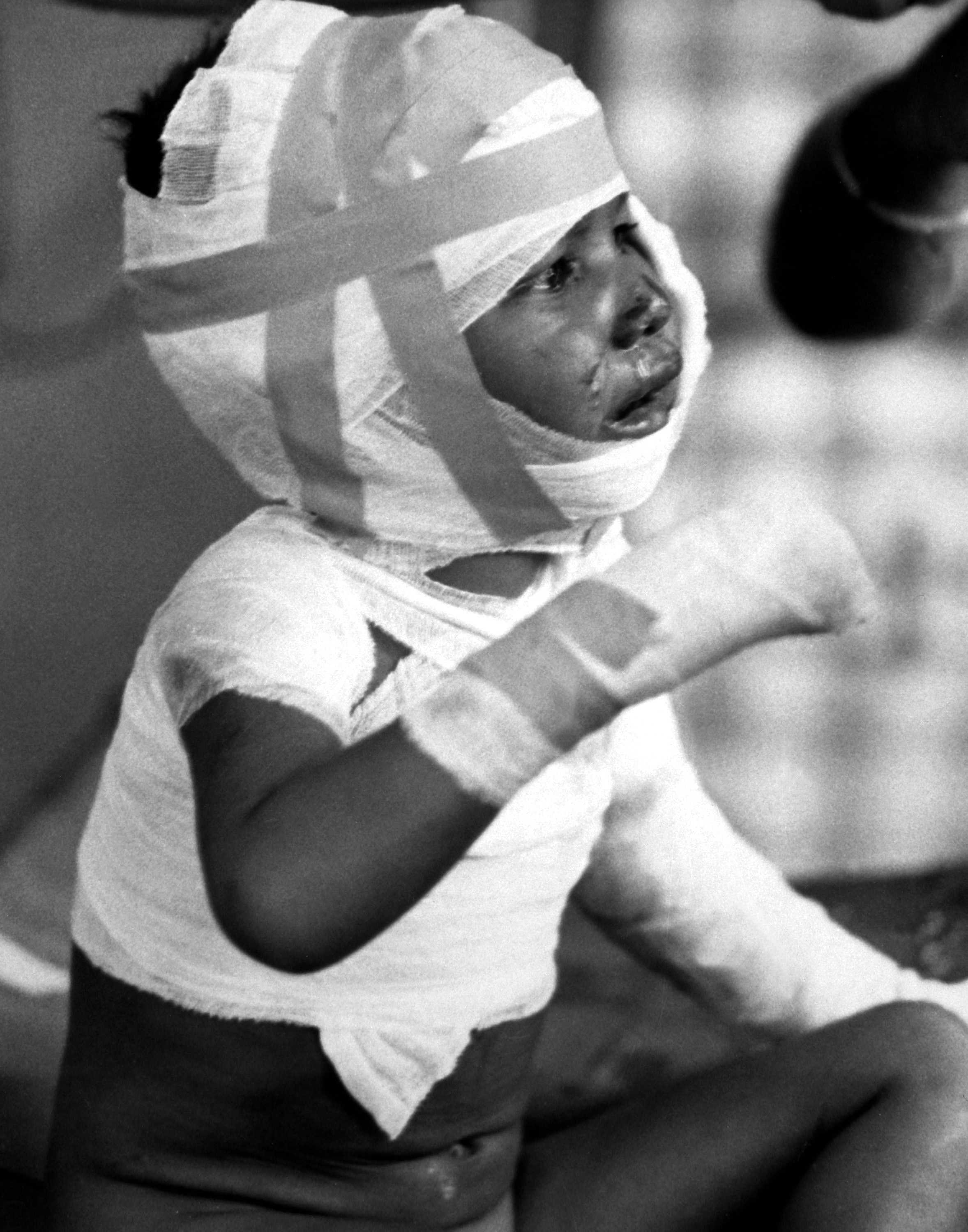